# جورج إتش بوند
جورج إتش بوند (بالإنجليزية: George H. Bond)‏ هو محامي أمريكي، ولد في 10 أغسطس 1874 في سيراكيوز في الولايات المتحدة، وتوفي بنفس المكان في 8 مايو 1954.